# Helmuth von Oertzen
Helmuth von Oertzen (* 26. September 1888 in Ludwigslust; † 27. April 1952 in Erfurt) war ein deutscher Militärbeamter und Politiker (CDU). Er war 1950 thüringischer Verkehrsminister.

## Leben
Helmuth von Oertzen, Sohn des Oberforstmeisters und Reichstagsabgeordneten Anton von Oertzen und der Bertha Luise Elisabeth von Lowtzow (* 1854 in Rostock; † 1918 in Rostock),  besuchte die Vorschule und das Realgymnasium in Mecklenburg, Holstein und Berlin. 1911 legte er das Abitur am Realgymnasium in Malchin ab. Zwischen 1911 und 1930 absolvierte er eine Offizierslaufbahn, vorwiegend im Militärtransportwesen. Von 1914 bis 1918 nahm von Oertzen am Ersten Weltkrieg teil. 1930 wurde er aus dem Militär als Hauptmann entlassen. Von 1930 bis 1937 war er als Zivilangestellter bei der Militärverwaltung in Heide (Holstein) tätig. Anschließend war er von 1937 bis Februar 1950 Verwaltungsdirektor des Sanatoriums Tannenfeld bei Nöbdenitz in Thüringen. 
1945 trat von Oertzen der Christlich-Demokratischen Union Deutschlands (CDU) bei. Er war ab 1947 als Vertreter der CDU in der Volkskongressbewegung tätig und gehörte bis 1952 dem geschäftsführenden Landesvorstand der CDU Thüringen an. Vom 25. Februar bis zum 20. November 1950 war von Oertzen – als Nachfolger von Wilhelm Bachem – Minister für Verkehr im Kabinett Eggerath I.
Seine Schwester Anna von Oertzen (* 1881; † 1959)  blieb unvermählt, lebte in Ludwigslust und war vormals als Johanniterschwester tätig.